# Attentat de la Madeleine
L'attentat de la Madeleine est une attaque à la bombe menée le 15 mars 1894 par le militant anarchiste Désiré Pauwels contre l'église de la Madeleine, face à l'Assemblée nationale. L'attaque, qui prend place dans la deuxième partie de l'ère des attentats (1892-1894), vise un symbole de l'Église catholique et l'une des églises principales de la bourgeoisie parisienne.
Pauwels se rend à l'église mais explose à l'entrée avant de placer sa bombe. Il meurt peu après d'une balle dans la tête, peut-être en se suicidant avant d'être saisi dans son état par la police. Hormis Pauwels, personne n'est tué ou blessé. L'église subit des dégâts mais est restaurée.
L'attentat est avec la plupart des autres attentats de l'ère des attentats l'un des premiers à ne plus s'inscrire dans une symbolique de la personne mais plutôt dans une symbolique des lieux - la Madeleine étant une cible symbolique remplaçant un humain précis. Cet aspect est devenu important dans le terrorisme moderne depuis lors mais est peu compris par la presse contemporaine, qui ne saisit pas les motivations de l'attentat et le perçoit comme un acte gratuit. La presse française réagit à l'attentat avec dégoût et mépris et ne fait pas attention au courage ou à la détermination de Pauwels.
L'attentat est aussi significatif pour illustrer la place grandissante que prend la police scientifique dans les enquêtes criminelles. En effet, le corps de Pauwels est tellement défiguré et éventré par l'explosion qu'il n'est plus reconnaissable et que l'identification du mort doit être faite par la police scientifique ; ce qu'elle parvient à faire.

## Histoire

### Contexte
Au XIXe siècle, l'anarchisme naît et se constitue en Europe avant de se propager. Les anarchistes défendent la lutte contre toutes formes de domination perçues comme injustes, en premier lieu la domination économique, avec le développement du capitalisme. Ils sont particulièrement opposés à l'État, vu comme l'organisation permettant d'entériner ces dominations au travers de sa police, son armée et sa propagande.
Les anarchistes se radicalisent en réponse à différents événements, surtout la fusillade de Fourmies où l'armée tire sur des manifestants et l'affaire de Clichy, où trois anarchistes sont arrêtés, battus avec des sabres et privés d'eau et de soins pendant un certain temps avant d'être jugés dans un procès très dur. Cette radicalisation mène certains d'entre eux à choisir de s'engager dans une politique de rapport de force avec l'État au travers d'une politique d'attaques terroristes. Après l'attentat du Boulevard Saint-Germain et celui de Clichy (mars 1892), leur principal auteur, Ravachol, est exécuté par les autorités. Cette situation radicalise le militant anarchiste Émile Henry, qui commence ensuite une série d'attentats, comme l'attentat de Carmaux-Bons Enfants (novembre 1892). Réfugié au Royaume-Uni, Henry revient à Paris au début de l'année 1894, où il effectue l'attentat du Café Terminus, le 12 février 1894. Désiré Pauwels est un militant anarchiste proche d'Henry. Déjà engagé dans l'activisme anarchiste depuis au moins 1885, où il fonde le groupe « Jeunesse anarchiste de Saint-Denis », Pauwels rencontre plusieurs autres anarchistes dans les cercles qu'il fréquente, comme Auguste Vaillant ou Sébastien Faure - avec qui il entre en conflit plus tard. Le militant confectionne déjà des bombes à cette époque et parvient à échapper à la surveillance de la police française à plusieurs reprises. Réfugié au Luxembourg puis exclu du pays, il revient à Paris en 1892. Pauwels possède alors la réputation d'être un homme violent et « peu modéré » au sein des cercles anarchistes qu'il côtoie.

### Prémices et attentat de la Madeleine

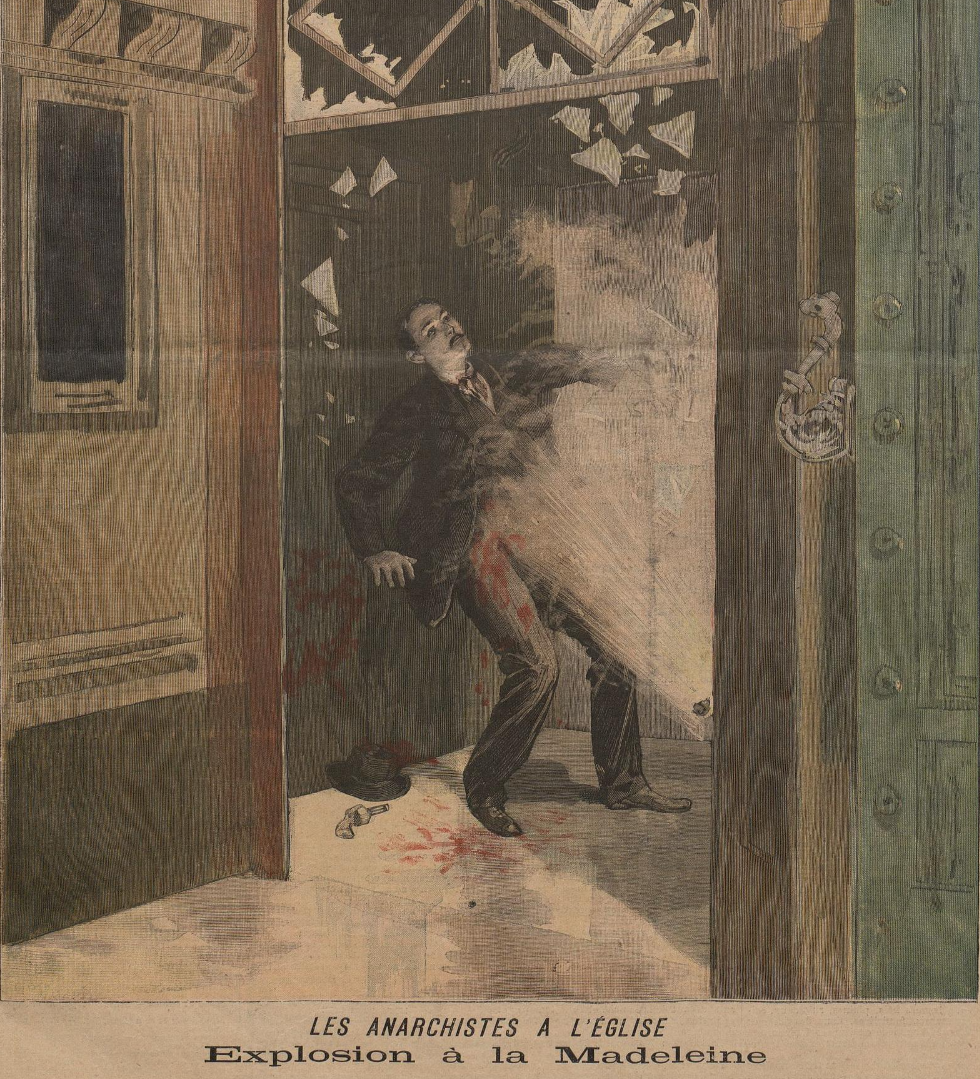
Représentation de l'attentat de la Madeleine dans Le Petit Journal illustré, 26 mars 1894, p. 8

Au début de l'année 1894, après l'attentat du Café Terminus et l'arrestation de son ami, Henry, Pauwels mine deux chambres d'hôtel et les fait exploser lorsque les policiers ouvrent les portes. L'un d'entre eux est blessé, la concierge lui ouvrant la porte est tuée dans l'explosion. Ce sont les attentats du 20 février 1894. Il s'enfuit ensuite et échappe à la police.
Le jeudi 15 mars 1894, Pauwels se présente en début d'après-midi (14:30) à l'église de la Madeleine, face à l'Assemblée nationale. Armé d'un pistolet chargé, l'anarchiste apporte sur lui une bombe qui se déclenche alors qu'il est en train d'entrer dans l'édifice. Il est immédiatement éventré par l'explosion, qui le défigure et le blesse très gravement sur le coup. Il est propulsé sur le sol, sa main droite n'étant plus attachée à son corps que « par un fil ». Il meurt dans les minutes suivantes d'une balle dans la tête, possiblement un suicide avant de tomber entre les mains de la police.

### Suites

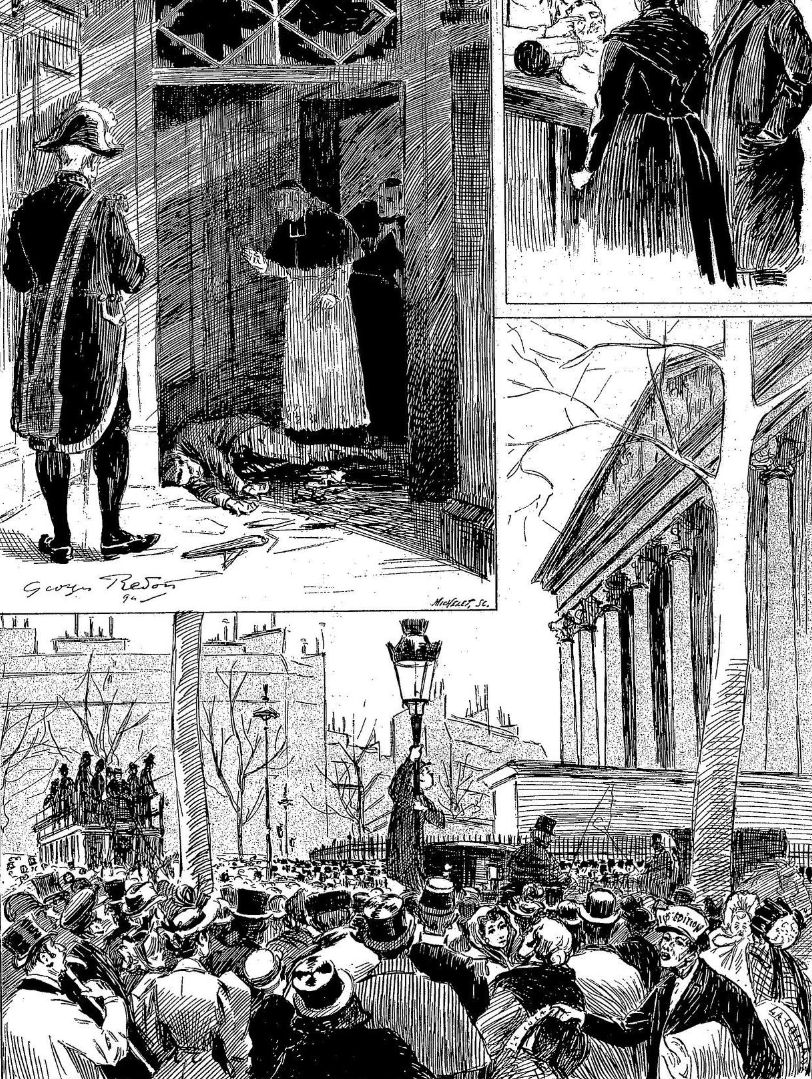
Suites de l'attentat de la Madeleine, L'Univers illustré (22 mars 1894)

Henry, qui est en prison, pense que le responsable de l'attentat doit être Théodule Meunier, encore en cavale après l'attentat du Véry. Il apprend plus tard que la victime de l'explosion est son ami, Pauwels. Henry est jugé dans les semaines qui suivent et condamné à mort.
Puisque le corps de Pauwels n'est pas identifiable, dans l'état où il est, la police scientifique se charge d'étudier l'affaire en détail pour trouver de qui il s'agit. La police fouille minutieusement les décombres, retrouve des bouts d'explosif et essaie de recouper les informations avec le système photographique de fichage mis en place par Bertillon. Ces nouvelles perspectives permettent aux autorités d'identifier le responsable de l'attentat, Pauwels. Son beau-père est ensuite dépêché pour l'identifier, ce qu'il fait, mais il refuse de prendre son corps.
Karine Salomé décrit la réception de son acte dans la presse française de la sorte :

« Dans le cas des anarchistes, toutefois, le mépris et le dégoût prévalent. Quand l’auteur de l’attentat de la Madeleine, Pauwels, trouve la mort avec l’explosion de sa bombe en 1894, son acte n’est envisagé ni comme le signe d’une détermination exceptionnelle ni comme la preuve d’un certain courage. Au contraire, la presse ironise sur les risques encourus par ceux qui accomplissent des attentats. »

## Analyse

### Déplacement de la symbolique terroriste
L'attentat de la Madeleine, comme d'autres attaques de l'ère des attentats, voit le début d'une symbolique des lieux à la place d'une symbolique des personnes. Salomé écrit à ce propos :

« L’opacité se révèle plus grande encore avec les attentats anarchistes qui ne sont plus liés exclusivement à la présence du chef de l’État, mais concernent dorénavant le domicile de personnes aux statuts divers, comme les magistrats Benoît et Bulot lors des attentats du boulevard Saint Germain et de la rue de Clichy en 1892, touchent des lieux symboliques, à l’exemple de la caserne Lobau, la Compagnie des Mines de Carmaux initialement visée par la bombe qui explose au commissariat des Bons Enfants, l’église de la Madeleine, l’Assemblée nationale ou encore le café Terminus. Dès lors, à l’exception de l’assassinat de Sadi Carnot, l’attentat anarchiste induit le passage d’une symbolique de la personne, en l’occurrence celle du chef de l’État, à une symbolique des lieux, qui n’est pas toujours compréhensible pour les contemporains. »